# Droit moral
Le droit moral est un droit que détient l'auteur d'une œuvre protégée par le droit d'auteur. Ce droit est reconnu par les juridictions de droit civil et, dans une moindre mesure, par les juridictions de droit coutumier. Il comprend le droit à l'attribution, le droit de publier l'œuvre anonymement ou sous pseudonyme, et le droit à l'intégrité de l'œuvre. Le droit à l'intégrité de l'œuvre permet à l'artiste de faire opposition à une altération, distorsion ou mutilation de l'œuvre qui porterait préjudice à l'honneur ou à la réputation de l'auteur. Tout fait de nature à dévaluer la relation entre l'artiste et l'œuvre, même une fois qu'elle ne serait plus en sa possession, est susceptible de faire invoquer ce droit. Le droit moral est distinct du droit de nature économique lié au droit d'auteur, dit droits patrimoniaux. Même si l'auteur a transmis ses droits patrimoniaux à des tiers, le droit moral sur l'œuvre lui reste attaché.
La France et l'Allemagne ont été les premiers pays à reconnaître le droit moral, avant même leur inclusion dans la Convention de Berne pour la protection des œuvres littéraires et artistiques en 1928. Le Canada reconnaît le droit moral dans sa Loi sur le droit d'auteur. Les États-Unis ont adhéré à la Convention en 1989 et incorporé une version du droit moral dans leur loi sur le copyright (Title 17 of the U.S. Code).
Certains pays permettent de renoncer au droit moral. Aux États-Unis, le Visual Artists Rights Act de 1990 reconnaît des droits moraux, mais qui ne portent que sur un sous-ensemble restreint des œuvres visuelles.
Certains pays comme l'Autriche distinguent le droit moral sur l'intégrité de l'œuvre, et le droit moral qui limite les utilisations qui pourraient porter atteinte à l'intégrité de l'auteur. Il existe des services de certification qui permettent à l'artiste de déclarer les usages permis ou interdits pour éviter une violation du droit moral au sens le plus large.

## Convention de Berne
Par l'amendement qui y est porté à Rome en 1928, la Convention de Berne pour la protection des œuvres littéraires et artistiques comprend deux formes de droits moraux : la paternité et l'intégrité. Ces droits sont exprimés dans l'Article 6bis :

« Indépendamment des droits patrimoniaux d’auteur, et même après la cession desdits droits, l’auteur conserve le droit de revendiquer la paternité de l’œuvre et de s’opposer à toute déformation, mutilation ou autre modification de cette œuvre ou à toute autre atteinte à la même œuvre, préjudiciables à son honneur ou à sa réputation. »

## Droits moraux par pays

### Table
Légende :
- ∞ : perpétuité (pour désigner les droits moraux à perpétuité, quelle que soit la formulation exacte pour désigner le concept).
- = : durée égale à celle des droits patrimoniaux.

| Pays et zones      | Termes des droits moraux                                                                                            | Références |
| ------------------ | --- | --- |
| Albanie            | | Arts. 4, 17-21 |
| Algérie            | ∞ inaliénable | Art. 21 |
| Andorre            | = | Arts. 6, 18 Law on Copyright and Related Rights of 1999                                                           |
| Angola             | ∞ inaliénable | Art. 18, Law on Author's Rights (No. 4/90 of 10 March 1990)                                                       |
| Antigua-et-Barbuda | = | s. 18, Copyright Act, 2002                                                                                        |
| Arménie            | ∞ | Art. 12, Law on Copyright and Related Rights of June 15, 2006                                                     |
| Autriche           | 70 ans après la mort de l'auteur                                                                                    | §§19-21 UrhG |
| Australie          | = | s. 195AM, Copyright Act 1968                                                                                      |
| Azerbaijan         | ∞ | Arts. 14, 27, Law on Copyright and Related Rights of 5 June 1996                                                  |
| Barbados           | = 20 ans après la mort de l'auteur (protection contre l'attribution frauduleuse)                                    | s. 18(1), 18(2), Copyright, Act, 05/03/1998, No. 4                                                                |
| Biélorussie        | ∞ | Art. 15 |
| Belgique           | ∞, inaliénable | Arts. 1(2), 7, Law on Copyright and Neighboring Rights (of June 30, 1994, as amended by the Law of April 3, 1995) |
| Canada             | =, il est possible de renoncer aux droits moraux                                                                    | Arts. 14.1, 14.2, Copyright Act (R.S.C., 1985, c. C-42)                                                           |
| Chine              | ∞ perpétuel et rétroactif                                                                                           | Arts. 10, 20, Copyright Law of the People's Republic of China                                                     |
| Danemark           | = 70 ans après la mort de l'auteur (∞ dans les cas où l'utilisation de l'œuvre a un caractère culturel particulier) | Section 63(1), 75, The Consolidated Act on Copyright 2010. Consolidation Act No. 202 of 02.27.2010                |
| Ghana              | ∞ | Arts. 6, 18, Copyright Act, 2005, No. 690                                                                         |
| Égypte             | ∞, imprescriptible et inaliénable                                                                                   | Art. 143 |
| France             | ∞, perpétuel, inaliénable et imprescriptible                                                                        | Art. L121-1, Code de la propriété intellectuelle                                                                  |
| Hong Kong          | =, inaliénable, doit se déclarer                                                                                    | s. 89-114, Copyright Ordinance, Chapter 528, Division IV                                                          |
| Italie             | ∞ perpétuel et inaliénable                                                                                          | Arts. 22-23, Legge 22 aprile 1941, n. 633                                                                         |
| Macao              | ∞ perpétuel, inaliénable et imprescriptible                                                                         | Arts. 7(d), 41, Decree-Law n.o 43/99/M of August 16, 1999                                                         |
| Macedoine          | ∞ | Arts. 61(2), 75, Author's right and related rights, Act, 31/08/2010, No. 115                                      |
| Moldavie           | ∞ inaliénable, transmissible aux héritiers                                                                          | Art. 9 |
| Pays-Bas           | = | Art. 25(2), |
| Oman               | ∞ perpétuel, inaliénable et non-assignable                                                                          | Art. 5 The Law For the Protection of Copyright and Neighbouring Rights, Royal Decree 65/2008                      |
| Afrique du Sud     | = , possible d'y renoncer, non-assignable                                                                           | Art. 20 Copyright Act No.98 of 1978                                                                               |
| Royaume-Uni        | =, possible d'y renoncer, doit se déclarer                                                                          | Arts. 77-89, Copyright, Designs and Patents Act 1988 (C. 48), Chapter IV                                          |

### Canada
Un arrêt de principe de la Cour suprême du Canada sur les droits moraux est la décision Théberge c. Galerie d'Art du Petit Champlain inc.. Dans cette affaire, la Cour suprême a jugé que l'intimé (le peintre Claude Théberge) tentait de faire valoir un droit économique sous couvert d'un droit moral et que cette tentative devait être repoussée. 
Dans l'affaire Cinar Corporation c. Robinson, la Cour supérieure et la Cour d'appel du Québec ont jugé qu'il n'était pas judicieux de donner raison à une victime de contrefaçon de dessins animés sur la question accessoire des droits moraux car l'œuvre contrefaite n'est pas l'œuvre à laquelle le dessinateur (Claude Robinson) veut s'associer ː 

« [l]a reconnaissance que le demandeur désire obtenir par cette réclamation n’est pas judicieuse, compte tenu qu’il est en désaccord avec l’œuvre produite et, deuxièmement, qu’il a obtenu
une reconnaissance face au public des erreurs et des agissements des défendeurs. Il demeure toujours que Sucroë n’est pas le produit auquel il veut s’associer. »

### Europe
Dans l'essentiel de l'Europe, il n'est pas possible pour les auteurs de renoncer à leurs droits moraux ou de les transmettre à des tiers. Ceci s'inscrit dans la logique du droit d'auteur européen, conceptualisé comme une propriété qui ne peut pas se vendre, mais dont l'usage peut s'accorder sous licence. Les parties peuvent toutefois s'accorder pour ne pas faire appliquer les droits moraux (ces termes se trouvent fréquemment dans les contrats européens). Il peut y avoir obligation pour l'auteur de déclarer ses droits moraux pour les faire valoir : dans les livres, par exemple, c'est effectué par une mention sur l'une des premières pages, ainsi que dans les métadonnées des bibliothèques nationales comme la British Library ou la Library of Congress.